# Asesinato de Tracie McBride
Tracie Joy McBride (Centerville, Minnesota; 27 de mayo de 1975 - Condado de Coke, Texas; 18 de febrero de 1995) fue una joven estadounidense de 19 años, militar con el rango de soldado que servía en la Base Aérea de Goodfellow en San Ángelo (Texas). Fue secuestrada, violada y asesinada por el también militar Louis Jones Jr., de 44 años. 
Más adelante, Jones también agredió sexualmente a su exesposa Sandra Lane y fue arrestado el 1 de marzo, y la investigación policial subsiguiente encontró que él también era responsable de violar y asesinar a McBride. Fue juzgado y condenado en el sistema judicial federal de Estados Unidos por secuestro con resultado de muerte; su crimen era un caso federal porque había comenzado en una base militar y porque la violación era el aspecto principal del asesinato, lo que lo convertía en un delito capital. Tras sus negaciones iniciales, finalmente confesó que había violado a McBride además de asesinarla, y fue sentenciado a muerte. Posteriormente intentó impugnar su sentencia alegando que padecía el síndrome de la guerra del Golfo, pero sus apelaciones fueron rechazadas. El 18 de marzo de 2003, Jones, a los 53 años, fue ejecutado mediante inyección letal en la Penitenciaría de Terre Haute.
El periodista Mark Miller, de Newsweek, caracterizó el caso de Jones como inusual debido a su estrategia de defensa mediante dicho síndrome postraumático.

## Sujetos de acción

### Autor
Louis Jones Jr., nacido en una familia afroamericana el 4 de marzo de 1950, era natural del condado de Shelby (Tennessee) y creció en Chicago. Según el testimonio presentado en su juicio penal, Jones sufrió abusos sexuales y físicos.
Sirvió en el Ejército durante 22 años. Richard A. Serrano, de Los Angeles Times, escribió: "Fue en el Ejército donde destacó". Jones, miembro de los Rangers del Ejército de Estados Unidos, participó en la invasión de Granada y en la Guerra del Golfo de 1991. Fue líder de un pelotón en Granada y recibió una Medalla de Encomio por sus acciones durante un ataque terrestre en Irak. Llegó a sargento mayor y, al retirarse en 1993, fue licenciado con honores de los Rangers. En el momento del crimen, trabajaba en la base como conductor de autobús.
Jones se casó tres veces, y tuvo una hija, Barbara, a la que crio como padre solo. Una de sus esposas, Sandra Lane, era sargento primero del Ejército. Se distanció de ella, que llegó a observar cambios en su comportamiento después de que regresara de Irak. Jones no tenía antecedentes penales. Antes del asesinato, tenía trabajos mal pagados y obtenía bajas calificaciones en los cursos universitarios. El 1 de marzo de 1995, Lane presentó una denuncia oficial ante la OSI, en la que afirmaba que, el 16 de febrero de ese año, Jones la había secuestrado, le había obligado a sacar dinero de su cuenta bancaria y la había agredido sexualmente mientras se encontraba en su residencia.

### Víctima
Tracie Joy McBride (27 de mayo de 1975 - 19 de febrero de 1995), graduada del Centennial High School en Circle Pines (Minnesota), se encontraba en la base para recibir formación avanzada de inteligencia durante un periodo de dos semanas. Aspiraba a convertirse en profesora de música. Se alistó en el Ejército de los Estados Unidos después de graduarse en el instituto, con la intención de financiar sus estudios universitarios; esperaba terminar la carrera antes de finalizar su periodo de servicio. Al final de su vida, McBride mantenía una relación sentimental con un miembro de la Infantería de Marina. Fue destinada a Goodfellow a principios de febrero de 1995, tras completar su entrenamiento, en el Instituto Lingüístico de Defensa del Presidio de Monterrey (California). McBride fue secuestrada a los diez días de su llegada.

## Crimen
El 18 de febrero de 1995, Louis Jones, de 44 años, entró en la Base Aérea de Goodfellow en San Ángelo (Texas), y secuestró a la soldado Tracie Joy McBride, de 19 años y natural de Centerville (Minnesota). Jones buscaba a su ex mujer, pero decidió secuestrar a McBride. La joven se encontraba hablando por teléfono con un amigo en una lavandería cuando fue secuestrada a punta de pistola. Dos soldados intentaron rescatarla, pero Jones dejó inconsciente a uno de ellos, el soldado Michael Peacock, al golpearlo. Jones llevó a McBride a su casa, la violó y la retuvo en un armario. Obligó a McBride a utilizar peróxido de hidrógeno sobre sí misma, lavó la ropa de la joven y la obligó a caminar sobre toallas; estos esfuerzos formaban parte de un intento de ocultar el crimen eliminando cualquier fibra y otras posibles pruebas. A continuación, condujo a McBride a una zona remota y la golpeó hasta matarla con una barra de hierro. McBride murió bajo un puente, junto a la ruta estadounidense 277 en el condado de Coke de Texas, a unos 43 km al norte de San Ángelo. McBride había recibido al menos nueve golpes en la cabeza.
La doctora Jan Garavaglia, que en el momento del asesinato era médico forense adjunta en el condado de Béxar, examinó el cuerpo de McBride en un depósito de cadáveres local. Garavaglia declaró que el traumatismo craneal era "peor que el de la mayoría de los accidentes de coche de alto impacto". Jones probablemente obligó a McBride a caminar hasta el punto en que fue asesinada; sólo se encontró barro en sus botas, y no había marcas de rozaduras. El cuerpo de McBride fue encontrado vestido con su uniforme de combate del Ejército, que estaba en excelentes condiciones; la ropa no presentaba pruebas forenses de violación. La ropa interior no estaba presente.
Jones fue detenido el 1 de marzo por el Departamento de Policía de San Ángelo por agredir sexualmente a su ex mujer, la sargento Sandra Lane, después de que ésta presentara una denuncia ante la Oficina de Investigaciones Especiales (OSI) de la Fuerza Aérea de los Estados Unidos. Los agentes de la OSI preguntaron a Jones si estaba implicado en el secuestro de McBride, y Jones confesó haberla matado; después condujo a las autoridades hasta el cadáver de McBride. En un principio, Jones declaró que no había violado a McBride.
El cuerpo de McBride fue sometido a una autopsia por Garavaglia en el Centro de Ciencias Forenses del condado de Bexar, en San Antonio (Texas). Debido al clima inusualmente frío y a la colocación del cuerpo bajo un puente, el cuerpo estaba bien conservado. A pesar de los esfuerzos de Jones por ocultar la violación, Garavaglia pudo determinar que Jones había violado a McBride, y este hecho permitió a los fiscales federales pedir la pena de muerte. Más tarde, Jones confesó a un psiquiatra haber violado a McBride.

## Juicio, apelaciones y sanción

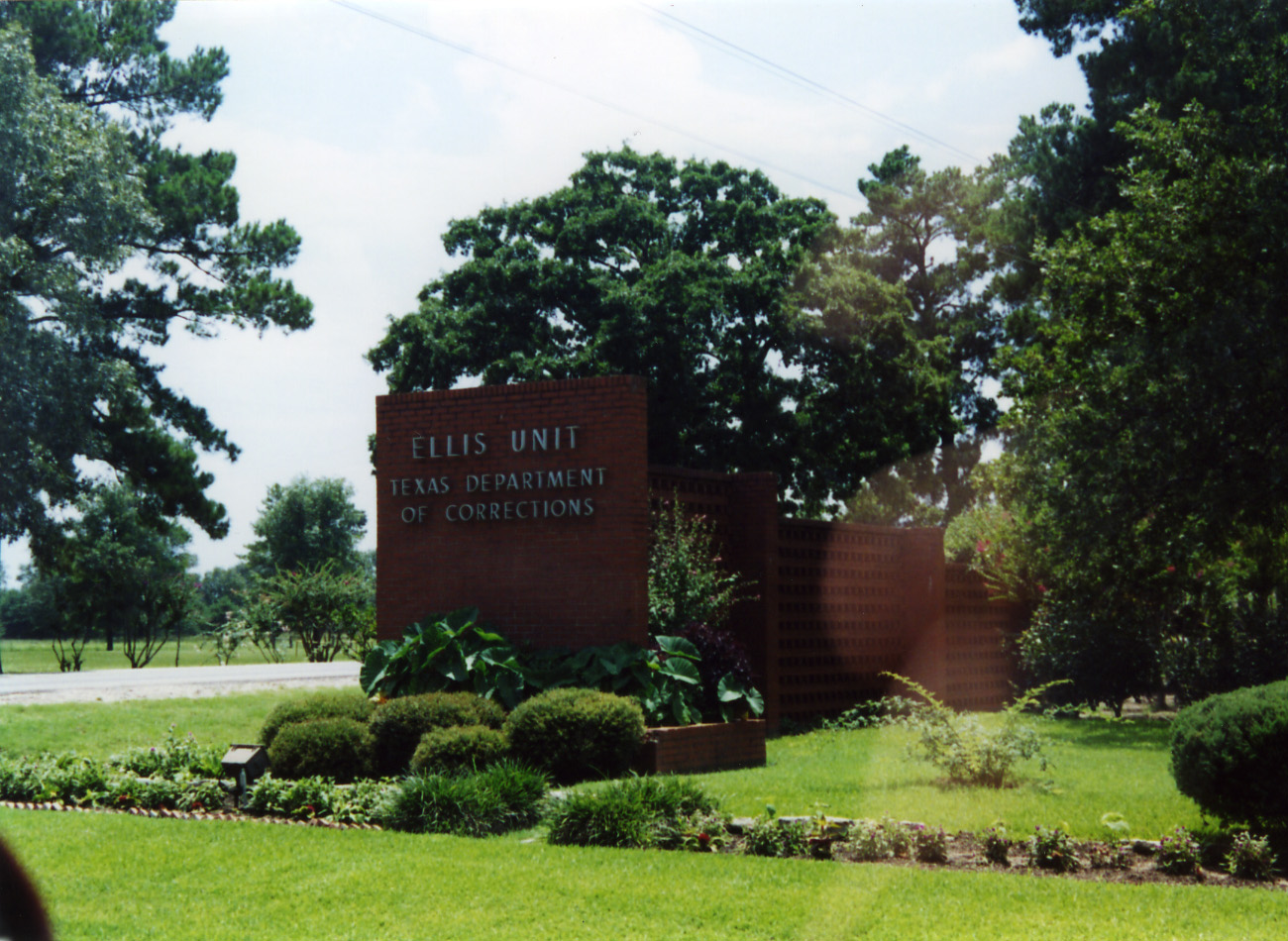
La prisión para hombres Unidad Ellis, donde Jones fue confinado inicialmente por las autoridades de Texas.

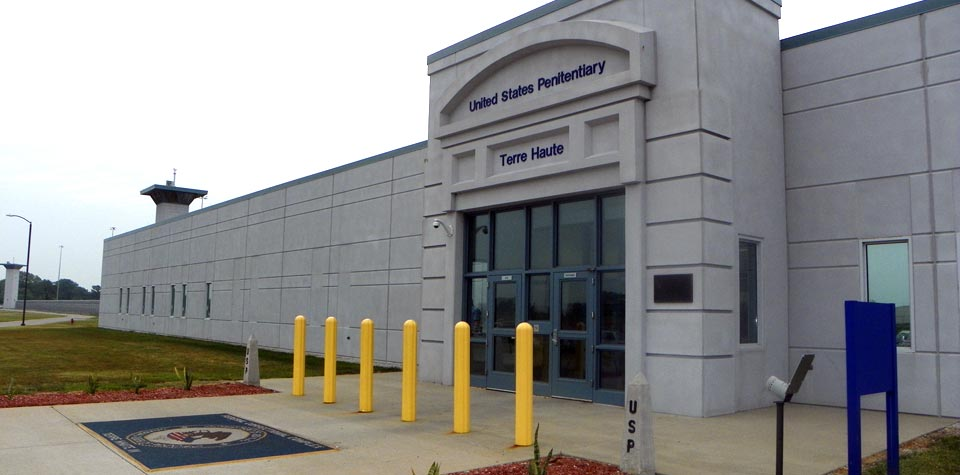
Penitenciaría de Terre Haute, donde Jones fue recluido en el corredor federal de la muerte y ejecutado.

Jones, acusado en marzo de 1995, fue juzgado en el tribunal federal de Lubbock (Texas), ya que había secuestrado a McBride en una base militar. Su cargo específico era "secuestro dentro de la jurisdicción marítima/territorial especial con resultado de muerte". El fiscal fue Tanya K. Pierce. La familia de McBride apoyó la decisión del fiscal de solicitar la pena de muerte para Jones. El juicio se trasladó de San Ángelo a Lubbock debido a la cobertura informativa en la primera ciudad. El juicio comenzó el 16 de octubre de 1995. Nueve miembros del jurado, compuesto por doce personas, eran mujeres y el resto hombres. Jones declaró que cometió el crimen debido a un traumatismo recibido durante su servicio militar, indicativo del síndrome de la Guerra del Golfo. Se presentaron pruebas que demostraban daños cerebrales en Jones. Jones fue condenado el 23 de octubre, tras dos días de testimonios y 65 minutos de deliberación del jurado. Tras determinar que Jones había matado intencionadamente a McBride, el jurado procedió a dictar sentencia.
En la fase de sentencia, el jurado deliberó durante 6,5 horas. La acusación alegó cuatro circunstancias agravantes legales y tres circunstancias agravantes no legales. El jurado encontró por unanimidad dos circunstancias agravantes legales: Jones mató a McBride durante la comisión de un secuestro y el asesinato implicó tortura o abuso físico grave a McBride, refiriéndose a la violación. El hallazgo de circunstancias agravantes estatutarias convirtió oficialmente el asesinato de McBride en un delito capital. El jurado rechazó otras dos supuestas circunstancias agravantes legales: Jones había puesto en peligro a sabiendas vidas distintas de la de McBride y el asesinato fue premeditado. En cuanto a las circunstancias agravantes no establecidas por la ley, el jurado consideró por unanimidad que la familia de McBride había sufrido por su muerte y que McBride era vulnerable debido a su corta edad y a otras características, pero rechazó el argumento de que Jones representara un peligro futuro.
La defensa presentó 11 circunstancias atenuantes, que fueron aceptadas por un número variable de jurados:
- Jones no tenía antecedentes penales significativos (6)
- La capacidad de Jones para apreciar la ilicitud de sus actos estaba significativamente mermada, con independencia de que la capacidad estuviera tan mermada como para constituir una defensa frente a la acusación (2)
- Jones cometió el asesinato bajo graves perturbaciones mentales o emocionales (1)
- Jones sufrió abusos físicos, sexuales y emocionales cuando era niño (4)
- El servicio militar de Jones (8)
- Jones no sería un recluso problemático (3)
- Jones está arrepentido (4)
- La hija de Jones (9)
- Jones estaba bajo mucha coacción y/o estrés en el momento del asesinato (3)
- Jones padecía numerosos trastornos neurológicos o psicológicos (1)

Otros factores en el fondo o el carácter de Jones mitigar en contra de un veredicto de muerte (0)
Además, siete miembros del jurado consideraron que el testimonio de la exesposa de Jones, Sandra Lane, era un factor atenuante. Aunque Lane testificó que Jones la violó en su apartamento dos días antes de matar a McBride, también dijo que parecía "muy enloquecido" y que estaba "fuera de control, rebotando de pensamiento en pensamiento".
El 3 de noviembre de 1995, el jurado recomendó unánimemente la pena de muerte. El 11 de junio de 1996, Jones ingresó en el Departamento de Justicia Penal de Texas (TDCJ) como preso n.º 999195 en virtud de un acuerdo con las autoridades federales. El Estado de Texas alojaba a sus presos condenados a muerte en la Unidad Ellis, cerca de Huntsville (Texas). El 13 de julio de 1999, Jones fue trasladado a custodia federal, al recién inaugurado pabellón de condenados a muerte de la Penitenciaría de Terre Haute, donde ocupaba el número 27265-077 de la Oficina Federal de Prisiones (BOP).
A lo largo del proceso de apelación, el abogado de Jones, Tim Floyd, siguió defendiendo que no se le aplicara la pena de muerte y que se le conmutara la condena por cadena perpetua porque el gas nervioso de Irak había dañado el cerebro de Jones. Floyd se puso en contacto con el jefe del departamento de epidemiología del Centro Médico Southwestern de la Universidad de Texas en Dallas, el doctor Robert Haley, que publicó los primeros estudios importantes relacionados con el síndrome de la Guerra del Golfo, y le pidió que revisara el historial médico de su cliente; Haley argumentó que Jones había sufrido daños cerebrales y que éstos "eran responsables de los cambios de personalidad que contribuyeron significativamente a los trágicos sucesos de su crimen". La senadora republicana por Texas Kay Bailey Hutchison argumentó que Jones debía someterse a un escáner cerebral para comprobar si había algún daño antes de ejecutar cualquier sentencia de muerte. Ross Perot también pidió la conmutación de la pena por cadena perpetua sin libertad condicional. Durante todo el proceso de apelación, la familia de McBride abogó por la ejecución de Jones.
En 1998, el Tribunal de Apelación del Quinto Circuito de Estados Unidos consideró que dos de las circunstancias agravantes no previstas por la ley parecían redundantes. Sin embargo, confirmó la pena de muerte al considerar que los agravantes seguían pesando más que los atenuantes.
En 1999, la Corte Suprema de los Estados Unidos se negó a anular la condena a muerte de Jones. El 17 de marzo de 2003 fracasó la última petición de clemencia de Jones al entonces presidente George W. Bush, y su última apelación ante el Tribunal Supremo. El 18 de marzo de 2003, Jones fue ejecutado en Terre Haute, convirtiéndose en el tercer preso federal ejecutado desde que se reanudaron las ejecuciones federales en 2001. La familia de McBride y un amigo asistieron a la ejecución.
Tras la ejecución de Jones, su abogado leyó una declaración escrita suya: "Acepto toda la responsabilidad por el dolor, la angustia y el sufrimiento que causé a los McBride por haberles arrebatado a Tracie". Dijo que no pediría "perdón por las cosas horribles que le hice a Tracie. Ellos siguen sintiendo una angustia y un dolor que siempre sentirán, y sentí que el perdón de los McBride es algo que no tenía derecho a pedir".
Jones siguió siendo la última persona ejecutada por el gobierno federal de Estados Unidos hasta el 14 de julio de 2020, cuando Daniel Lewis Lee fue ejecutado mediante inyección letal.